# Vera Castelo Branco
Vera Lúcia Castelo Branco (Araguari, 14 de janeiro de  1962) é uma advogada e política brasileira filiada ao Podemos (PODE).

## Biografia
Filha de Benedito Silva e Felícia Rodrigues, Vera Lúcia nasceu em Araguari, Minas Gerais. Casou-se com Sabino Castelo Branco, deputado federal pelo Amazonas. É mãe de seis filhos, entre eles Reizo Castelo Branco, eleito vereador em Manaus nas eleições municipais de 2008 e Reiner Sabino Castelo Branco Maués ex-vice-presidente da Junta Comercial do Estado do Amazonas (JUCEA).
É formada em Direito pela Universidade Federal do Amazonas com especialização em Criminologia pelo Instituto de Criminologia de Minas Gerais. Após concurso público, exerce a função de Delegada de Polícia desde 1984. Foi titular da Delegacia de Combate a Roubos e Furtos, de Combate a Roubos e Furtos de Veículos, de Combate a Entorpecentes e de Ordem Política e Social. Em 1998 foi nomeada para exercer o cargo de Corregedora Geral da Polícia Civil.
Nas eleições de 2006 foi eleita deputada estadual no Amazonas em sua primeira candidatura com 14.037 votos. Foi reeleita em 2010 com 24.207 votos. Nas eleições de 2014 recebeu 19.415 votos, ficando com a primeira suplência para deputada estadual. Concorreu novamente nas eleições de 2018 recebendo 11.509 votos e não foi eleita. 
Vera Lúcia foi presidente da Comissão de Relações Comerciais da Zona Franca de Manaus e Mercosul e membro integrante da CPI de Coari, que investigou casos de desvio de dinheiro público e pedofilia na cidade.